# Кобра (жіночий футбольний клуб)
ЖФК «Кобра» — український жіночий футзальний та футбольний клуб з селища міського типу Білокуракине, що на Луганщині.

## Історія клубу
Клуб заснований у 2018 році. Спочатку як футзальна команда брала участь у Вищій лізі з жіночого футзалу. 
Так як у 2020 році виконком ФФУ затвердив стратегію розвитку жіночого футболу, що передбачала обов'язкову наявність жіночих команд у всіх клубах чоловічої Прем'єр-ліги, з командою «Кобра» підписав контракт про співпрацю футбольний клуб Зоря (Луганськ). 
У сезоні 2020—21 ЖФК «Кобра» заявилася вже як футбольна команда на участь у Першій лізі з жіночого футболу. В дебютному своєму сезоні вони посіли останнє 9-те місце в турнірній таблиці, де  в 16-ти іграх здобули лише три очки завдяки єдиній перемозі над столичним ЖФК «Динамо». 
У сезоні 2021—22 команда знову брала участь у Першій лізі й встигла там зіграти 9 турів (2 перемоги, 1 нічия та 6 поразок), але той сезон не було дограно через російське вторгнення. 
У березні 2022 року селище Білокуракине, в якому базувалась команда, було окуповане російськими військами і «Кобра» призупинила участь у всеукраїнських змаганнях.   

## Пам'ятні матчі
- Перша офіційна гра: перша ліга (4 жовтня 2020), «Юність-ШВСМ» (Чернігів)  — «Кобра» (Білокуракине) — 14:0.
- Перша перемога: перша ліга (7 квітня 2021),  «Кобра» (Білокуракине) — «Динамо-ОКІП» (Київ) — 1:0.
- Перший гол: Гончарова Анастасія, «Кобра» (Білокуракине) — «Динамо-ОКІП» (Київ).
- Найбільша перемога: перша ліга (21 серпня 2021), «Кобра» (Білокуракине) — «Ніка» (Миколаїв) — 11:0[3].
- Найбільша поразка: перша ліга (7 листопада 2020), «Колос» (Ковалівка) — «Кобра» (Білокуракине) — 19:0[4].